# Tienpotigen
Tienpotigen (Decapoda) vormen een orde van geleedpotige dieren, waartoe onder andere kreeften, krabben en garnalen behoren. 

## Verspreiding en leefgebied
Op een paar uitzonderingen na leven de dieren van deze orde allemaal in zee. 

## Kenmerken
Ze beschikken over vijf paar looppoten (pereopoden). Eén paar daarvan kan scharen dragen. Het achterlijf heeft vaak vijf paar zwempoten (pleopoden), die door de vrouwtjes ook gebruikt worden om de eieren te dragen. Krabben hebben een klein achterlijf, dat omgeslagen is onder de carapax.

## Leefwijze
De meeste soorten tienpotigen zijn carnivoor. Toch eten veel soorten ook wel aas. 

## Systematiek
De orde Decapoda telt recent 14756 soorten. Onderstaande indeling in onderordes, infraordes en superfamilies volgt De Grave et al., 2009.
- Onderorde: Dendrobranchiata Bate, 1888
  - Superfamilie: Penaeoidea Rafinesque, 1815
  - Superfamilie: Sergestoidea Dana, 1852

- Onderorde: Pleocyemata Burkenroad, 1963
  - Infraorde: Stenopodidea Bate, 1888
  - Infraorde: Caridea Dana, 1852 (garnalen)
  - Infraorde: Astacidea Latreille, 1802 (kreeften)
  - Infraorde: Glypheidea Winckler, 1882
  - Infraorde: Axiidea de Saint Laurent, 1979
  - Infraorde: Gebiidea de Saint Laurent, 1979
  - Infraorde: Achelata Scholtz & Richter, 1995
  - Infraorde: Polychelida Scholtz & Richter, 1995
  - Infraorde: Anomura MacLeay, 1838
  - Infraorde: Brachyura Linnaeus, 1758 (krabben)

## Soorten
Enkele soorten die in Europa voorkomen, zijn:
- Europese kreeft
- Europese rivierkreeft
- Gewone heremietkreeft
- Langoest
- Noordzeegarnaal
- Noorse kreeft
- Steurgarnaal
- en talrijke krabbensoorten, te vinden in het hoofdartikel Lijst van krabben in België en Nederland.